# El Raval

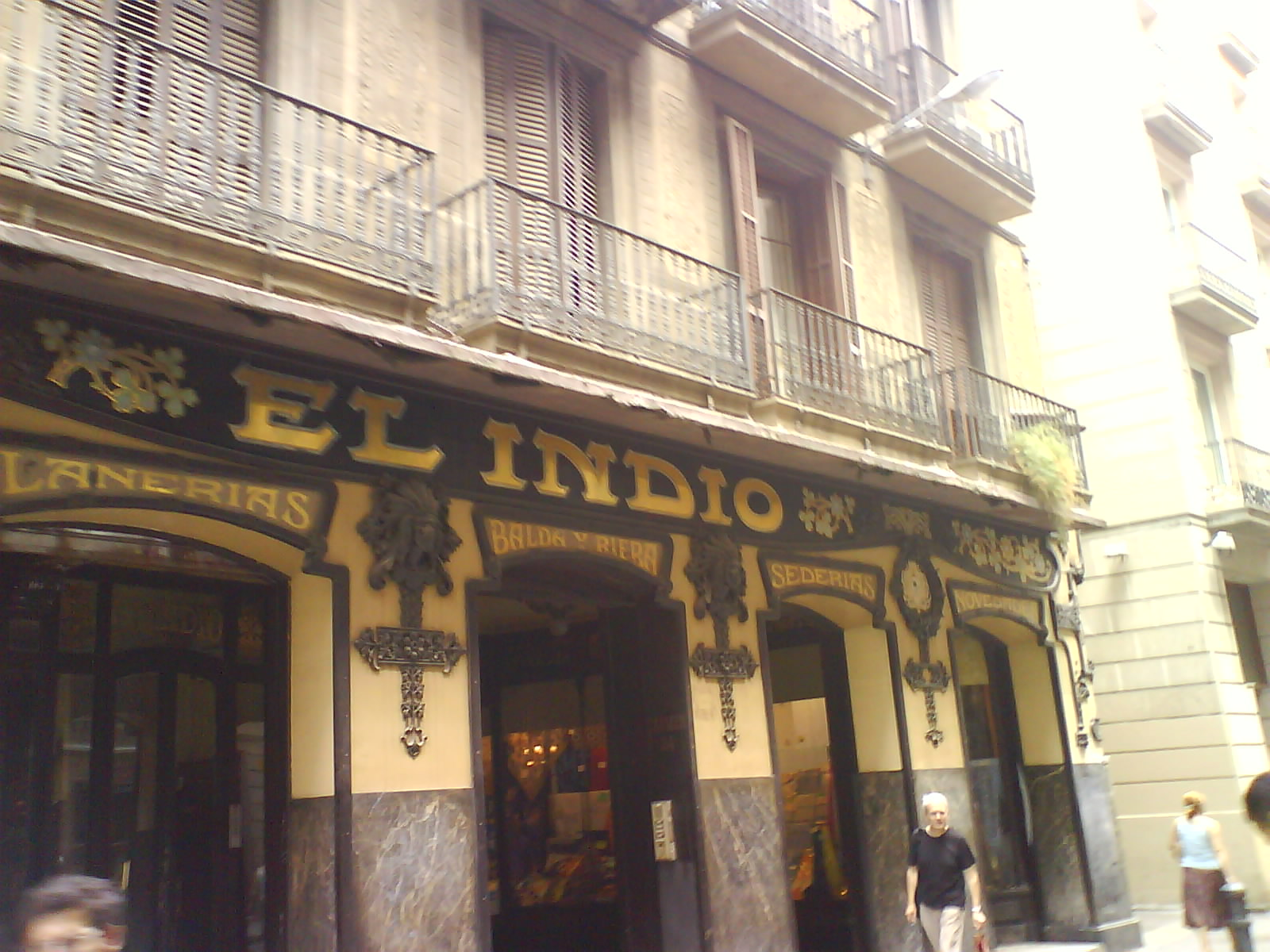
Carrer del Carme

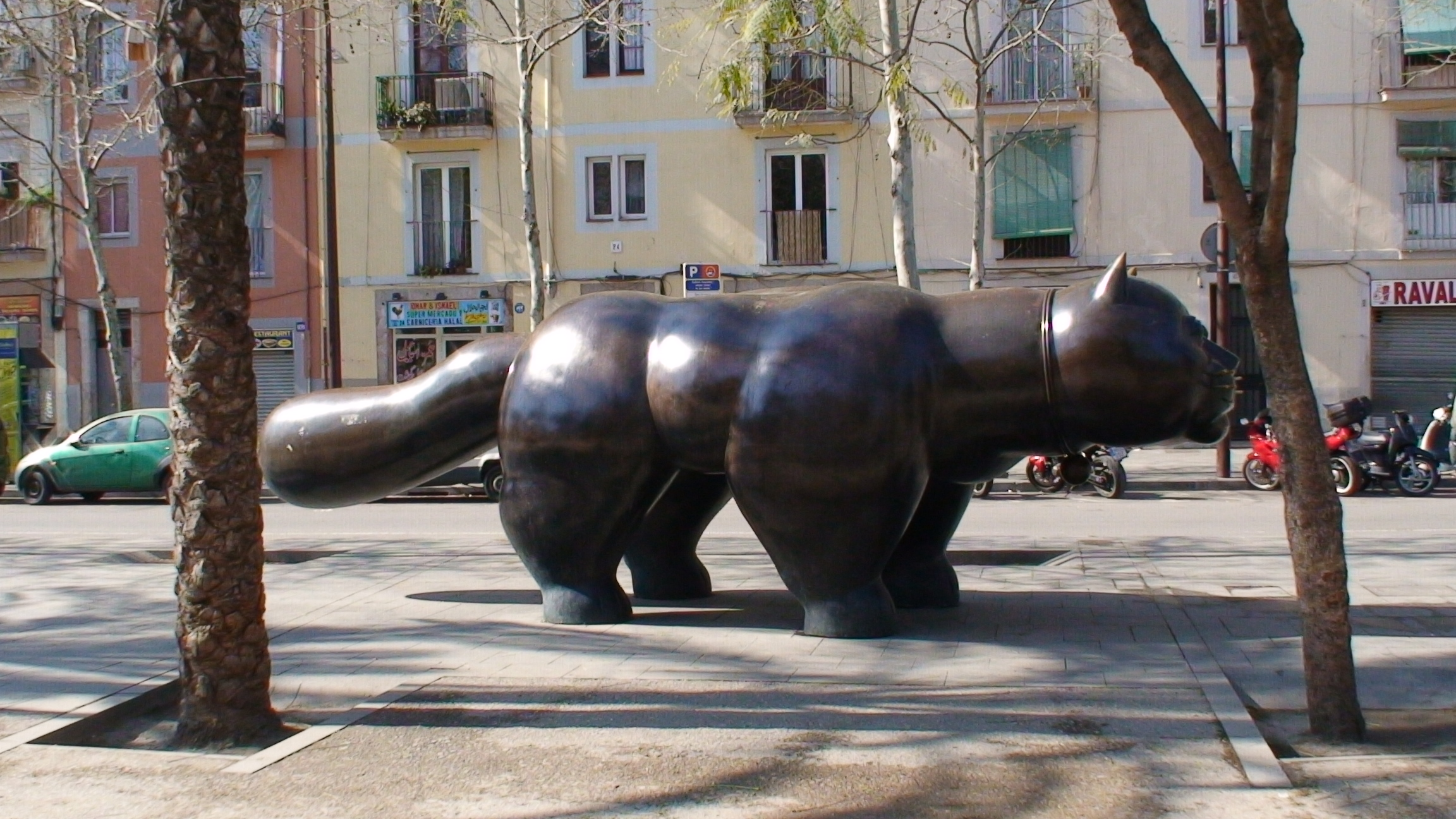
El gat del Raval (De kat van Raval) van Botero

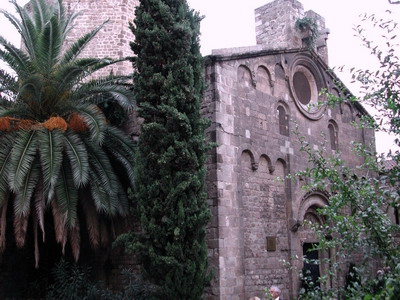
Sant Pau del Camp

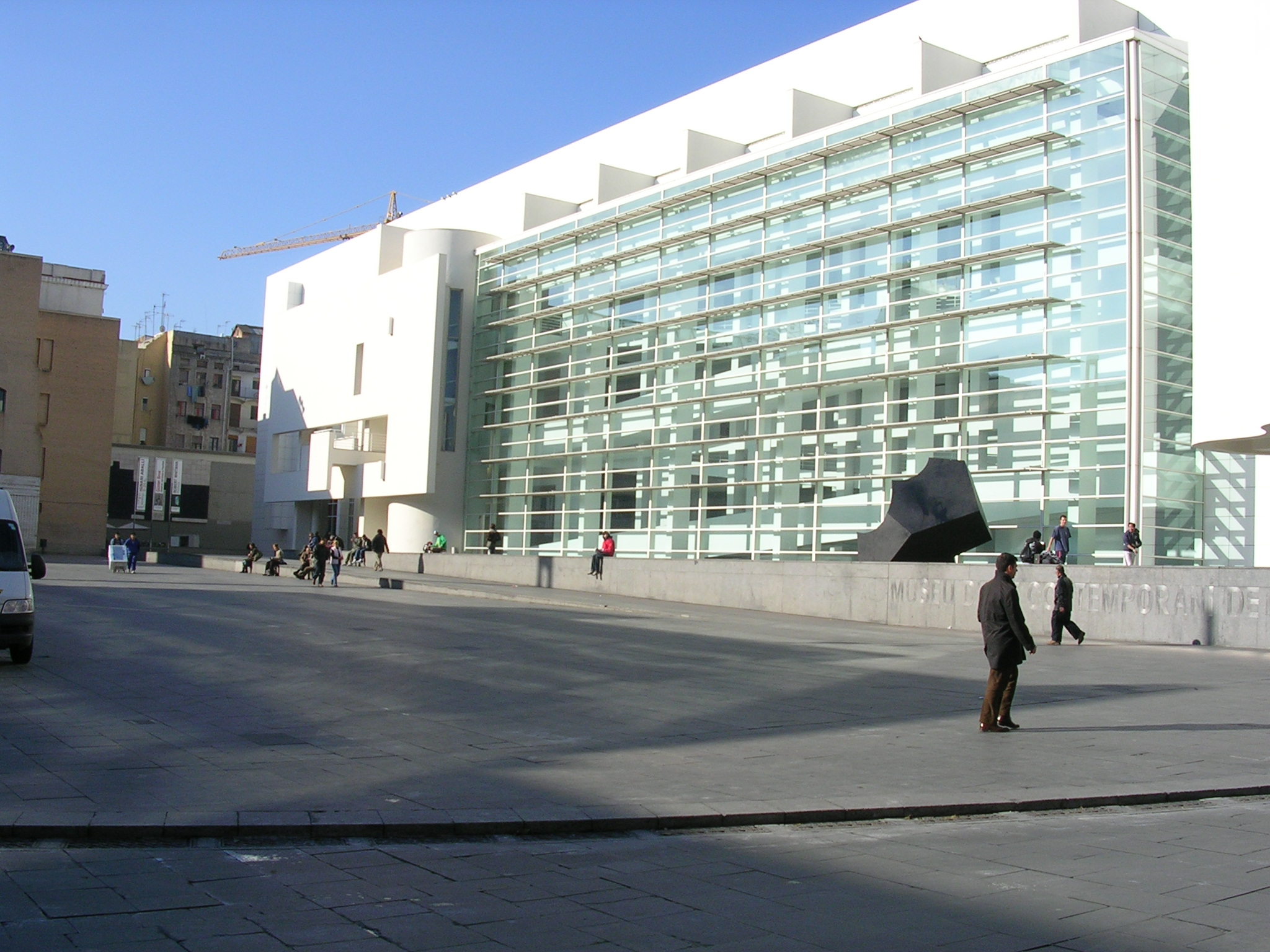
Plaça dels Àngels met het MACBA op de achtergrond

El Raval is een barri (buurt) in het district Ciutat Vella van de Spaanse stad Barcelona. De buurt staat ook bekend als Barri Xino (Chinatown). Deze bijnaam kreeg het vanwege de smalle straten en hoge gebouwen. El Raval is een van de twee historische buurten die direct grenzen aan de Rambla (de ander is Barri Gòtic). Er wonen ongeveer 50.000 mensen in deze buurt.
Dit gebied is van oudsher berucht vanwege het nachtleven en de cabaret, maar ook vanwege de prostitutie en criminaliteit. El Raval is de laatste jaren drastisch veranderd en is door de centrale ligging een van Barcelona's belangrijkste toeristische trekpleisters geworden. Omstreeks 2009 wonen er veel immigranten met diverse etniciteiten (47,4% van deze bevolking is elders geboren). Deze groep varieert van Pakistanen en Indonesiërs tot een Oost-Europese gemeenschap, en dan vooral de Roemenen. El Raval behoorde tot de opkomende hipste buurten van de stad waar diverse artiesten wonen en werken. In deze wijk zijn veel bars, restaurants en nachtclubs te vinden.
Op 7 november 1971 werd in de Nieuwe Sint-Augustinuskerk in de Raval de Catalaanse Raad opgericht, een koepelorganisatie die de catalanistische verzetsbeweging tegen de militaire dictatuur van Francisco Franco verenigde.

## Grenzen
De noordelijke grens van de buurt is bij Plaça de Catalunya en Plaça Universitat en de weg die hen verbindt, Carrer de Pelai. In het oosten grenst de wijk met La Rambla en de haven van Barcelona, in het westen wordt de buurt begrensd door de Ronda Sant Antoni en de Ronda Sant Pau en in het zuiden door de Avinguda del Paral·lel.

## Belangrijke instellingen en monumenten
Er zijn een paar historische gebouwen zoals het klooster van Sant Pau del Camp maar ook modernere zoals de Rambla del Raval, MACBA (het museum voor moderne kunst) of het Centre de Cultura Contemporània de Barcelona. In 2011 opende de Filmoteca de Catalunya, een filmmuseum met bibliotheek, dat dagelijkse voorstellingen organiseert.
In het zuidelijke deel van de buurt bevindt zich een oude muur en poort van de middeleeuwse stad genaamd Portal de Santa Madrona en maakt onderdeel uit van het Maritiem Museum. Raval is ook bekend van het grote standbeeld van een kat gemaakt door Fernando Botero op de Rambla del Raval. De bekende markt van de stad, La Boqueria, ligt ook in el Raval.

## Openbaar vervoer

### Metro van Barcelona
- Drassanes (L3)
- Liceu (L3)
- Paral·lel (L2, L3)
- Sant Antoni (L2)

## Culturele voorstellingen
- Eduardo Mendoza's boek La verdad sobre el caso Savolta (1975)
- Cesc Gay's 2003 film En la ciudad (2003)
- Antoni Verdaguers film Raval, Raval... (2006)
- Historia y leyenda del Barrio Chino, tekst van Paco Villar met een voorpagina en foto's van Joan Colom i Altemir